# Ataques israelíes contra Irán en junio de 2025
En la madrugada del 13 de junio de 2025, Israel lanzó una serie de ataques a gran escala contra objetivos en varias áreas de Irán. El nombre en clave de Israel para el ataque fue Operación León Creciente. Según los medios israelíes, el objetivo de los ataques israelíes fue dañar las capacidades de armas nucleares de Irán, incluidas las instalaciones y los comandantes claves, y evitar así esa amenaza existencial percibida para la supervivencia de Israel. Los ataques, llevados a cabo por las Fuerzas de Defensa de Israel y el Mosad, tuvieron como objetivo instalaciones nucleares, instalaciones militares y zonas residenciales. El ataque israelí fue el mayor ataque contra Irán desde la guerra entre Irán e Irak.
Se reportaron explosiones en toda la capital del país, Teherán, incluso cerca de bases militares y en barrios donde viven altos comandantes. Testigos presenciales describieron llamas masivas y explosiones repetidas. Se reportaron explosiones en Natanz, en la provincia iraní de Isfahán, una de las instalaciones nucleares más críticas del país. Los sitios nucleares de Khondab y Khorramabad también fueron atacados. El comandante de la Guardia Revolucionaria de Irán, Hossein Salami, murió en los bombardeos. Las FDI también afirmaron que el Jefe del Estado Mayor de las Fuerzas Armadas iraníes, el general Mohammad Bagheri, había fallecido. Los científicos nucleares Fereydoon Abbasi y Mohammad Mehdi Tehranchi también fueron asesinados, según los medios estatales iraníes.
En los meses anteriores al ataque, Irán y Estados Unidos habían estado llevando a cabo negociaciones para establecer un nuevo acuerdo nuclear, luego de que el expresidente Donald Trump retirara a su país del Plan de Acción Integral Conjunto durante su primer mandato. Irán está enriqueciendo uranio a niveles de hasta un 60% de pureza, muy cerca del umbral necesario para fabricar armas nucleares, y ha acelerado significativamente sus avances mediante la incorporación de centrifugadoras más sofisticadas. Según los analistas, estas actividades superan ampliamente cualquier justificación con fines civiles. Un día antes del ataque, el Organismo Internacional de Energía Atómica (OIEA) determinó que Irán no cumplía con sus obligaciones nucleares por primera vez en 20 años. Irán respondió inaugurando un nuevo sitio de enriquecimiento e instalando centrifugadoras avanzadas, y lanzando drones, y misiles en territorio israelí, fundamentalmente Tel Aviv y Jerusalén.
Ese mismo día, Irán lanzó una serie de ataques de represalia contra Israel.

## Antecedentes
Desde la creación de Israel en 1948 hasta la Revolución Islámica de 1979, Irán e Israel disfrutaron de relaciones amistosas. El gobierno del Sha fue uno de los primeros en el mundo musulmán en establecer lazos diplomáticos con Israel. Durante ese tiempo, Israel apoyó a Irán en sus procesos de modernización y fortalecimiento económico. Ambos países mantuvieron estrecha cooperación en áreas diplomáticas, comerciales y de defensa, con intercambio de embajadores y numerosos proyectos conjuntos, entre ellos oleoductos, desarrollo agrícola, innovación médica y grandes obras de infraestructura.
La Revolución Islámica de 1979 representó un cambio radical en la historia de Irán. Desde entonces, la eliminación de Israel como Estado judío se ha consolidado como un eje fundamental de la política regional iraní. El líder supremo, ayatolá Ali Jamenei, ha descrito a Israel como un «tumor canceroso» y una nación «destinada al fracaso y la desaparición», y en 2014 presentó un plan de nueve puntos para su eliminación. En 2015, afirmó que «Israel no existirá en 25 años». Irán ha invertido fuertemente en agentes, muchos de ellos designados como organizaciones terroristas por Occidente, como parte de su más amplio «Eje de Resistencia». El Cuerpo de la Guardia Revolucionaria Islámica (CGRI) desempeñó un papel central en la fundación y el armamento de Hezbolá en el Líbano, mientras que Irán también financió, armó y entrenó a grupos palestinos como Hamás y la Jihad Islámica Palestina. Jamenei reiteró su postura después de los ataques de Hamás del 7 de octubre contra Israel, declarando en 2024 que los ataques terroristas habían puesto a Israel «en el camino que sólo terminará en su destrucción». Israel considera a Irán como su enemigo más significativo, creyendo que una vez que Irán obtenga armas nucleares, ellos serían destruido; por lo tanto Israel sugirió varias veces que llevaría a cabo ataques aéreos contra el programa de desarrollo nuclear de Irán si ese programa persa llegara a la cúspide del éxito.
En los últimos años, Irán ha acelerado su programa nuclear, que Israel considera una amenaza existencial dados los reiterados llamados del régimen iraní a la destrucción de Israel; este objetivo se cita con frecuencia como uno de los varios objetivos estratégicos detrás de las ambiciones nucleares de Irán. Otras preocupaciones incluyen la proliferación nuclear, el terrorismo nuclear y el creciente apoyo al terrorismo y la insurgencia. Actualmente, Irán está enriqueciendo uranio hasta alcanzar un grado de pureza del 60% (cerca del grado necesario para la fabricación de armas) y ha estado acelerando sus avances nucleares mediante la instalación de centrifugadoras más avanzadas. Los analistas advierten que estas actividades exceden con creces cualquier propósito civil plausible.  En mayo de 2024, The Economist reportó que el Instituto para la Ciencia y la Seguridad Internacional, un centro de estudios estadounidense, estimó que Irán podría producir suficiente uranio de calidad militar en tan solo una semana y acumular material suficiente para siete armas en el plazo de un mes. Además, Irán ha desarrollado tecnología de misiles de largo alcance, algunos de ellos basados en diseños norcoreanos. Los avances más recientes sugieren que el país estaría en capacidad de fabricar misiles con capacidad nuclear y un alcance de hasta 3000 kilómetros, lo que les permitiría llegar al corazón de Europa. Irán respondió inaugurando un nuevo sitio de enriquecimiento e instalando centrifugadoras avanzadas.
Irán ha sostenido durante mucho tiempo que su programa nuclear está destinado a fines energéticos pacíficos. Sin embargo, durante las décadas de 1980 y 1990, llevó a cabo un programa encubierto de armas nucleares ―proyecto Amad―, destinado a producir cinco bombas nucleares; el plan fue aprobado por altos funcionarios, entre ellos Ali Shamkhani. Según la inteligencia estadounidense, el programa de armas fue suspendido en 2003. En 2015, Irán acordó el Plan de Acción Integral Conjunto con el Consejo de Seguridad de las Naciones Unidas y Alemania para gestionar el desarrollo nuclear de Irán a un nivel limitado. Bajo el acuerdo, Irán acordó reducir su programa nuclear y enviar la mayor parte de su uranio enriquecido a cambio de algún alivio de las sanciones. En diciembre de 2015, Irán habría retirado todo el uranio enriquecido al 20 % y lo envió a Rusia; también limitó el enriquecimiento al 3,67 %. Las instalaciones nucleares iraníes estaban sujetas a la vigilancia del OIEA. Según se informó, Irán siguió cumpliendo los requisitos del JCPOA y en 2016 el OIEA certificó que la nación persa había respetado todos sus compromisos en virtud del acuerdo hasta ahora. En 2018, el presidente de Estados Unidos, Donald Trump, se retiró unilateralmente del JCPOA y restableció las sanciones, argumentando que el acuerdo ignoró el programa de misiles de Irán y la actividad regional de poder. Tras el asesinato de Qasem Soleimani con drones por parte de Estados Unidos en 2020, Irán anunció que ya no acataría las limitaciones de enriquecimiento bajo el JCPOA. Irán continuó enriqueciendo uranio a 60 % de pureza (cerca de la calidad de las armas), y siguió acelerando sus avances nucleares con la instalación de más centrifugadoras avanzadas. Los analistas advierten que estas actividades superan con creces cualquier propósito civil plausible. En junio de 2025, el Organismo Internacional de Energía Atómica (OIEA) determinó que Irán no cumplía sus obligaciones nucleares por primera vez en 20 años.

### Preludio
Estados Unidos e Irán han llevado a cabo negociaciones bilaterales desde abril de 2025 con el propósito de limitar el programa iraní de alivio de sanciones. Sin embargo, los líderes iraníes se han mostrado reacios a suspender el enriquecimiento de uranio. El 17 de mayo, Jamenei condenó a Trump, afirmando que mintió sobre su deseo de paz y que no merecía respuesta alguna, calificando las exigencias estadounidenses de «absurdas y escandalosas».  Jamenei también reiteró que Israel es un «tumor canceroso» que debe ser erradicado. El 10 de junio, Trump declaró que Irán se estaba volviendo «mucho más agresivo» en las negociaciones.

## Ataques

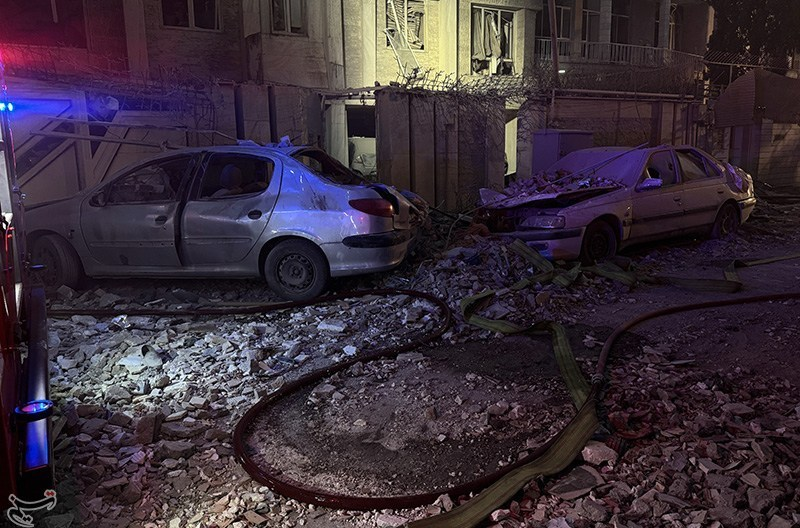
Daños por el bombardeo en Irán.

En la madrugada del 13 de junio de 2025, las Fuerzas de Defensa de Israel (FDI) lanzaron un ataque a gran escala contra las instalaciones nucleares y la infraestructura militar de Irán. Para las 06:30, hora local en Israel, la Fuerza Aérea israelí ya había ejecutado cinco oleadas de bombardeos. Según los reportes, la operación se concentró en decenas de objetivos, entre ellos instalaciones vinculadas al programa nuclear iraní, así como bases y comandantes militares de alta importancia. El Mosad también llevó a cabo un conjunto coordinado de misiones secretas de sabotaje dirigidas contra los sistemas de defensa aérea y la infraestructura de misiles de Irán. Israel declaró que había atacado objetivos que Teherán no había previsto.
Alrededor de las 03:00 am hora local, el ministro de Defensa israelí, Israel Katz, declaró el estado de emergencia en todo el país, advirtiendo de una inminente represalia con misiles y drones. Se activaron sirenas de advertencia en todo Israel en previsión de un posible contraataque iraní, aunque al momento de redactarse este informe Irán no había lanzado ningún misil balístico. Katz describió además el ataque de Israel contra Irán como un «ataque preventivo». Según las Fuerzas de Defensa de Israel, la acción fue motivada por información de inteligencia que indicaba que Irán había acumulado suficiente uranio enriquecido para producir hasta 15 armas nucleares en cuestión de días. El primer ministro israelí, Benjamín Netanyahu, dijo que Israel atacó porque «si no se le detiene, Irán podría producir un arma nuclear en muy poco tiempo. Podría ser un año. Podría ser en unos pocos meses, menos de un año». Por lo tanto, Netanyahu anunció el lanzamiento de la Operación «León Ascendente», una campaña militar dirigida a la principal instalación de enriquecimiento de uranio de Irán en Natanz, sus científicos nucleares y partes de su programa de misiles balísticos, declarando que la operación continuaría «durante tantos días como sea necesario». Netanyahu describió los esfuerzos nucleares de Irán como «un peligro claro y presente para la supervivencia misma de Israel», y enfatizó que al actuar, «también defendemos a nuestros vecinos árabes» de la agresión iraní. A las 04:35, hora de Israel, Irán no había respondido, hasta las 21:15 que se registraron ataques con misiles en Tel Aviv. Netanyahu convocó al gabinete de seguridad a medida que se desarrollaba la situación.
Se reportaron explosiones en todo Teherán, incluso cerca de bases militares y en barrios donde viven altos comandantes. Testigos presenciales describieron llamas masivas y explosiones repetidas. La agencia de noticias Fars, vinculada al CGRI, informa que varias casas fueron atacadas en Shahrak-e Mahallati, un barrio en el este de Teherán donde residen oficiales militares iraníes de alto rango y sus familias.  Según se informa, el ataque incendió la sede del Cuerpo de la Guardia Revolucionaria de Irán en Teherán.
Se reportaron explosiones en Natanz, en la provincia de Isfahán, donde se encuentra una de las instalaciones nucleares más críticas del país. La televisión estatal iraní confirmó «fuertes explosiones» cerca del sitio, que alberga dos plantas de enriquecimiento: la gran Planta de Enriquecimiento de Combustible (FEP) subterránea y la Planta Piloto de Enriquecimiento de Combustible (PFEP) sobre el suelo. Los sitios nucleares de Khondab y Jorramabad también fueron atacados.
La agencia de noticias Tasnim informó que las autoridades iraníes suspendieron los vuelos en el Aeropuerto Internacional Imán Jomeiní, aunque la instalación en sí no se vio afectada directamente por los ataques.
El 20 de junio, Irán denunció un nuevo ataque de Israel contra un hospital de la capital, el tercer centro médico atacado desde el comienzo del conflicto el 13 de junio. Según informó el portavoz del Ministerio de Salud iraní, Hosein Kermanpur, además del hospital también resultaron dañadas seis ambulancias y un centro de salud integrado en el centro. Ese mismo día, al menos tres sanitarios murieron en un ataque del Ejército israelí contra una ambulancia en la capital del país, Teherán. Las autoridades iraníes denunciaron que la «normalización» de estos crímenes «es consecuencia directa de la impunidad» otorgada a Israel mediante la inacción y que «se trata de un homicidio deliberado».
El 23 de junio, en el penúltimo día de la ofensiva, la aviación israelí bombardeó la prisión de Evin en Teherán y mató al menos a 80 civiles en dicho ataque, incluidos guardas, presos, familiares de visita, personal de la cárcel, numerosos vecinos del lugar y un niño de cinco años. Semanas después, Amnistía Internacional calificó el ataque de una seria violación del derecho internacional y pidió una investigación por crímenes de guerra.

## Reacciones

#### Irán
Las autoridades iraníes establecieron un bloqueo informativo total, un estado de emergencia nacional y cerraron su espacio aéreo. El portavoz de las Fuerzas Armadas iraníes, Abolfazl Shekarchi, prometió tomar represalias contra Israel y Estados Unidos.  El líder supremo, Alí Jamenei, emitió un comunicado tras los ataques, calificándolos de «crimen» y advirtiendo que «el régimen sionista se preparaba para un destino amargo y doloroso».
Se suspendieron los vuelos de regreso para los peregrinos procedentes de Arabia Saudita.
Irán respondió inaugurando un nuevo sitio de enriquecimiento e instalando centrifugadoras avanzadas, y lanzando misiles en territorio israelí, fundamentalmente Tel Aviv y Jerusalén. Irán confirmó en la noche del día 13 de junio de 2025, hora local, que había lanzado cientos de diversos misiles balísticos hacia Israel, en lo que calificó como «el comienzo de su respuesta aplastante». «Hace unos momentos, con el lanzamiento de cientos de diversos misiles balísticos hacia los territorios ocupados, ha comenzado la operación de respuesta decisiva al ataque salvaje del régimen sionista». Los equipos de CNN en Tel Aviv y Jerusalén pudieron escuchar grandes explosiones, y un video desde Tel Aviv mostró cohetes entrantes y humo elevándose entre los rascacielos de la ciudad. Municiones iraníes han caído en al menos una comunidad dentro de Tel Aviv. Hubo decenas de civiles israelíes heridos.

#### Israel
Netanyahu agradeció a Trump por su apoyo. Añadió que los ataques continuarían durante «los días que fueran necesarios para eliminar esta amenaza». El jefe del Estado Mayor israelí, Eyal Zamir, declaró en un discurso televisado que el Ejército israelí está «movilizando a decenas de miles de soldados y preparándose en todas las fronteras», y advirtió que «cualquiera que intente desafiarnos pagará un alto precio» y que la situación «era irreversible».